# Sveta Veronika Giuliani
Sv. Veronika Giuliani, rođena kao Veronica Giuliani (Veronica Giuliani, r. Orsola Giuliani) (Mercatello sul Metauro, 27. srpnja 1660. - Città di Castello, 9. srpnja 1727.), kršćanska svetica i mističarka, klarisa kapucinka

## Životopis
Rodila se u Mercatellu, Vojvodstvo Urbino, u srednjoj Italiji kao sedmo dijete u dobrostojećoj obitelji s krsnim imenom Uršula. Mati joj je bila pobožna. Umrla je kad je Uršula imala samo sedam godina. Na samrti je djeci u svojevrsnu baštinu ostavila po jednu Kristovu ranu neka u njoj nađu utjehu i zaklon. Sve su Veronikine sestre postale redovnice. U majčinoj duhovnoj preporuci dobila je na štovanje Kristovu ranu na boku.
Pristupila je u Città di Castello u samostan klarisa kapucinki kad je imala četrnaest godina. Uzela je redovničko ime Veronika, u spomen na Isusovu Pasiju. U samostanskoj je zajednici 33 godine bila pralja, pekarica, bolničarka, kuharica i radila je druge poslove, sve do sakristanke i učiteljice novakinja. Nakon toga je 11 godina bila poglavarica. Napisala je dnevnik Il tesoro nascosto.
Nakon mnogih dragovoljnih trpljenja, sudjelujući u Kristovoj žrtvi, umrla je 9. srpnja 1727. godine. Papa Pio VII. proglasio ju je blaženom 1804., a papa Grgur XVI. sveticom 1839. godine. Spomendan je 9. srpnja.
Glavno svetište je samostan sv. Veronike Giuliani u Città di Castello. Simboli su joj trnova kruna, srce, stigmate. Sv. Veroniku prikazuje se na slikama okrunjenu trnovom krunom i s obgrljenim raspelom.
Ekranizirana je u doku-drami Il risveglio di un gigante 2016. godine.